# Focke Achgelis Fa 223
Focke Achgelis Fa.223 Drache — первый германский транспортный вертолёт, выпущенный малой опытной серией одновременно с Sikorsky R-4 в США, но не заказанный серийно. Спроектирован германской фирмой «Фокке-Ахгелис» в конце 1930-х годов на основе Focke FA-61.
Первый свободный полет совершил 3 августа 1940 года.
Опытное производство Fa 223 начато на заводе «Фокке-Ахгелис» в Дельменхорсте в 1942 году. Из 30 заказанных предсерийных вертолётов завод в Бремене якобы сумел построить 18. Но поставлены только 10, а остальные уничтожены британской бомбёжкой в июне 1942 года.

## Конструкция
Вертолёт поперечной схемы

## Применение
Показал себя как надёжная и незаменимая машина для транспортировки крупногабаритных грузов, спасательных операций. Вертолёт уверенно перевозил на внешней подвеске пушки, части мостов, ракет V-2, другие крупногабаритные грузы, не вмещающиеся в кабину. Во Второй мировой войне эти вертолеты корректировали огонь, участвовали в транспортных и связных операциях, эвакуировали высокопоставленных должностных лиц.

## Лётно-технические характеристики
- Модификация: Fa.223e
- Диаметр винтов, м: 12,00
- Расстояние между осями винтов, м: 12,50
- Длина, м: 12,25
- Высота, м: 4,35
- Масса, кг

- пустого: 3180
- нормальная взлетная: 3860
- максимальная взлетная: 4315
- с учётом экран-эффекта: 5000

- Тип двигателя: 1 ПД Bramo 323 (BMW-301R)
- Мощность, л. с.: 1 × 1000
- Максимальная скорость, км/ч: 176
- Крейсерская скорость, км/ч: 120
- Боковая скорость, км/ч: 10
- Практическая дальность, км: 700
- Скороподъемность, м/мин: 24
- Практический потолок, м: 4880
- Экипаж, чел: 2
- Полезная нагрузка: до 4 солдат или до 500 кг груза
- Вооружение: один пулемет MG 15